# Jedisan
Jedisan (også kaldet Yedisan eller Edisan; tyrkisk: Yedisan; ukrainsk: Єдисан; rumænsk: Edisan; russisk: Едисан) er en historisk region i det nuværende sydøstlige Moldova (sydlige Transnistrien og det sydlige Ukraine mellem floderne Dnestr og Dnepr. Regionen grænsede mod vest op til regionen Budzjak, i nord op til Den polsk-litauiske realunion (langs floden Kodima), mod øst op til op til zaporogkosakkernes landområder og mod syd til Sortehavet. Regionen var en del af Det Osmanniske Rige som Silistra Ejalet.

## Historie

### Jedisan-horden
Den Gyldne Hordes efterkommere befolkede området og Jedisan-horden udskilte sig fra Nogaj-horden, der levede mellem floderen Volga og Ural.
På et tidspunkt i 1600-tallet blev området overtaget af Det Osmanniske Rige, hvor det indgik i ejalettet Silistrien (også kaldet Özi eller Özu efter byen Otjakov, der var områdets administrative centrum). Området blev også kaldt Vest-Nogaj.
De historiske centre i regionen er de tyrkiske fæstninger Khadzhibej, Jeni-Dunya, Otjakov og Tombasar (nuværende Dubossary i Transnistrien). Nogajerne byggede ikke selv byer, men levede som nomader og boede i jurter. De vigtigste erhverv var nomadisk kvægavl samt plyndringer af de tilstødende områder i Ukraine og Donaufyrstendømmerne, hvor man røvede kvæg og slaver til videresalg.
Jedisan-horden var i alliance med kalmukkerne i begyndelsen af 1700-tallet. I 1715 førte sultanen for det tyrkiske folk nogajerne, Bakhti-Gerey, Jedisan-horden fra de nedre dele af Volga til området Kuban for at styrke sultanens militære position. På grund af Krim-khanatets konflikter med Bakhti-Gerey og kalmukkerne flyttede tyrkerne i 1728 jedisan- og dzhemboyluk-horderne fra Kuban til regionerne i den nordlige Sortehavsregion.
Udover konflikterne internt mellem osmannernes vasaler (Bakhti-Gerey og Krim-tatarerne) var Jedisan-horden i konflikt med de russisk støttede zaporogkosakker.

### Indlemmelse i Rusland
Mod slutningen af 1700-tallet begyndte Rusland at ekspandere i området.
I 1770 under den russisk-tyrkiske krig (1768-1774) tog Jedisan-horden, der dengang bestod af ca. 8.000 mennesker, russisk statsborgerskab og migrerede i 1771 til Kuban. Krigen blev afsluttet i 1774 med Küçük Kaynarca-traktaten, hvorved osmannerne overdrog den østlige del af Jedisan mellem den sydlige Buh og Dnepr til Rusland, og det meste af Jedisan opnåede uafhængighed, dog som vasal af Krim-khanatet, der ved samme traktat i realiteten blev underlagt Rusland. En del af jedisanerne vender herefter tilbage til Otjakov.
Efter Ruslands anneksion af Krim i 1783 udsendte Katarina den Store et dekret, der afskaffede sortehavshordernes stat, og horderne blev beordret til at flytte fra Kuban-stepperne til Trans-Uralerne. Der udbrød herefter oprør blandt jedisanerne, som blev brutalt nedkæmpet af Aleksandr Suvorov.
Der udbrød i 1787 på ny en russisk-tyrkisk krig (1787-92). Under krigen blev blev de fleste af jedisanerne, efter ordre fra Grigorij Potemkin, flyttet til Azov-regionen. De resterende dele af Jedisan blev officielt i 1792 annekteret af Rusland ved Jassytraktaten (Iaşi) og den russiske grænse blev flyttet til floden Dnestr, hvorved den russiske overtagelse af Jedisan var tilendebragt.
Områbet blev i Rusland kaldt Otjakov Oblast
Efter Ruslands overtagelse af Jedisan blev byen Odessa grundlagt i 1794 og området blev befolket af kolonister fra Moldavien, Rusland og Ukraine samt en stor del tyskere. Området blev en del af Kherson Guvernatet.
Efter Krimkrigen (1853-56) blev nogajerne anklaget for at sympatisere med osmannerne. Som følge af bestræbelserne på at udvise nogajerne fra Rusland, emigrerede stort set alle efterkommerne af jedisan-nogajerne bosat i Azov-regionen til Tyrkiet i 1860. Tauride-stepperne mistede derved resterne af nomadebefolkningen.
I dag indgår territoriet i de ukrainske Odessa og Mykolaiv oblaster og den sydlige del af udbryderrepublikken Transnistrien (der formelt er en del af Moldova).